# Läufer-Länderkampf der Männer 1989 BR Deutschland – Kenia
| 8. Leichtathletik-Länderkampf mit bundesdeutscher Beteiligung 1989 | 8. Leichtathletik-Länderkampf mit bundesdeutscher Beteiligung 1989 |
| ------------------------------------------------------------------ | ------------------------------------------------------------------ |
|                                                                    |                                                                    |
| Läufervergleich der Männer BR Deutschland – Kenia                  |                                                                    |
| Austragungsort                                                     | Rhede                                                              |
| Wettbewerbe                                                        | 10                                                                 |
| Datum                                                              | 30. Juli                                                           |
| 1. FRG 2. KEN                                                      | 105 Punkte 098 Punkte                                              |
| Chronik                                                            |                                                                    |
| ← GBR-FRG Springer-/Werfer (F)                                     | FRA-FRG-ESP U23 (M) →                                              |

Als achten Vergleich des Länderkampfjahres 1989 trugen die Männer eine Begegnung des Teilbereichs Lauf gegen Kenia aus. Das Aufeinandertreffen fand einen Monat nach dem Länderkampf der Frauen mit den Disziplinen Sprung/Wurf statt. Gastgeber am 30. Juli war die im Münsterland gelegenen Stadt Rhede. Das bundesdeutsche Team trat nicht in Bestbesetzung an, einige Spitzensportler waren allerdings dabei.

## Modus
Der Länderkampf bestand aus fünfzehn Wettbewerben. Der Langstreckenlauf auf der Bahn wurde über 3000 Meter ausgetragen. Aus dem olympischen Männerprogramm fehlten nur der 5000- und 10.000-Meter-Lauf, der Marathonlauf sowie die 4-mal-400-Meter-Staffel. Jedes Team konnte mit drei Teilnehmern pro Disziplin antreten, von denen die beiden Besten gewertet wurden. Kenia war über 100 und 1500 Meter mit nur zwei Läufern vertreten. Die Punkte für die beiden jeweils besten Läufer ihrer Teams und für das Staffelergebnis wurden nach dem Standardsystem vergeben.

## Ergebnis
Im Bereich Sprint erreichten die bundesdeutschen Läufer zwei Siege, die kenianischen einen. Von den Mittel- und Langstrecken entschied Kenia jeweils beide Wettbewerbe für sich. Die Bundesrepublik setzte sich wiederum in beiden Hürdenläufen durch. Die 4-mal-100-Meter-Staffel ging ebenfalls an Deutschland. So gab es ein knappes Ergebnis, die bundesdeutschen Läufer setzten sich am Ende mit 105 zu 98 Punkten durch.

## Einzelresultate

### 100 m
| Platz | Athlet          | Land | Zeit (s) |
| ----- | --------------- | ---- | -------- |
| 1     | Andreas Maul    | FRG  | 10,48    |
| 2     | Arnold Zawitzki | FRG  | 10,51    |
| 3     | Jürgen Koffler  | FRG  | 10,91    |
| 4     | Kennedy Ondiek  | KEN  | 11,00    |
| 5     | Joseph Magut    | KEN  | 11,03    |

Wind: −1,3 m/s
Kenia war hier mit nur zwei Teilnehmern am Start.

### 200 m
| Platz | Athlet          | Land | Zeit (s) |
| ----- | --------------- | ---- | -------- |
| 1     | Peter Klein     | FRG  | 21,50    |
| 2     | Arnold Zawitzki | FRG  | 21,80    |
| 3     | Jürgen Koffler  | FRG  | 21,92    |
| 4     | T. Magut        | KEN  | 22,12    |
| 5     | T. Koeck        | KEN  | 22,30    |
| 6     | Samson Kitur    | KEN  | 22,88    |

Wind: −0,9 m/s

### 400 m
| Platz | Athlet           | Land | Zeit (s) |
| ----- | ---------------- | ---- | -------- |
| 1     | Simon Kipkemboi  | KEN  | 45,72    |
| 2     | Tapter Keter     | KEN  | 46,54    |
| 3     | John Anzara      | KEN  | 46,79    |
| 4     | Klaus Just       | FRG  | 46,86    |
| 5     | Ralf Lübke       | FRG  | 46,87    |
| 6     | Ulrich Schlepütz | FRG  | 47,24    |

### 800 m
| Platz | Athlet          | Land | Zeit (min) |
| ----- | --------------- | ---- | ---------- |
| 1     | Robert Kibet    | KEN  | 1:46,17    |
| 2     | Nixon Kiprotich | KEN  | 1:46,61    |
| 3     | Peter Braun     | FRG  | 1:46,84    |
| 4     | Holger Böttcher | FRG  | 1:47,78    |
| 5     | Stefan Plätzer  | FRG  | 1:48,41    |
| 6     | Lucas Sang      | KEN  | 1:49,07    |

### 1500 m
| Platz | Athlet           | Land | Zeit (min) |
| ----- | ---------------- | ---- | ---------- |
| 1     | Wilfred Kirochi  | KEN  | 3:41,24    |
| 2     | William Tanui    | KEN  | 3:41,40    |
| 3     | Eckhardt Rüter   | FRG  | 3:41,66    |
| 4     | Torsten Kallweit | FRG  | 3:43,26    |
| 5     | Michael Busch    | FRG  | 3:44,04    |

Kenia war hier mit nur zwei Teilnehmern am Start.

### 3000 m
| Platz | Athlet            | Land | Zeit (min) |
| ----- | ----------------- | ---- | ---------- |
| 1     | John Ngugi        | KEN  | 7:46,72    |
| 2     | Joseph Chesire    | KEN  | 7:48,03    |
| 3     | Moses Tanui       | KEN  | 7:54,99    |
| 4     | Jörg Tebrügge     | FRG  | 7:59,71    |
| 5     | Daniel Gottschall | FRG  | 8:02,93    |
| 6     | Markus Pingpank   | FRG  | 8:15,63    |

### 110 m Hürden
| Platz | Athlet                   | Land | Zeit (s) |
| ----- | ------------------------ | ---- | -------- |
| 1     | Florian Schwarthoff      | FRG  | 13,66    |
| 2     | Dietmar Koszewski        | FRG  | 13,87    |
| 3     | Stefan Mattern           | FRG  | 14,42    |
| 4     | Joseph Maritin           | KEN  | 15,00    |
| 5     | Barnabas Kinyor Paul Rop | KEN  | 15,01    |
| 6     | Paul Rop                 | KEN  | 15,58    |

Wind: −1,8 m/s

### 400 m Hürden
| Platz | Athlet            | Land | Zeit (s) |
| ----- | ----------------- | ---- | -------- |
| 1     | Harald Schmid     | FRG  | 48,90    |
| 2     | Edgar Itt         | FRG  | 48,95    |
| 3     | Carsten Köhrbrück | FRG  | 50,08    |
| 4     | Joseph Maritin    | KEN  | 50,73    |
| 5     | Gideon Yego       | KEN  | 50,91    |
| 6     | Samson Kitur      | KEN  | 52,88    |

### 3000 m Hindernis
| Platz | Athlet          | Land | Zeit (min) |
| ----- | --------------- | ---- | ---------- |
| 1     | Patrick Sang    | KEN  | 8:29,61    |
| 2     | Micah Boinet    | KEN  | 8:30,23    |
| 3     | Julius Korir    | KEN  | 8:30,99    |
| 4     | Engelbert Franz | FRG  | 8:31,61    |
| 5     | Michael Heist   | FRG  | 8:33,51    |
| 6     | Andreas Fischer | FRG  | 8:34,97    |

### 4 × 100 m Staffel
| Platz | Besetzung      | Land                                                     | Zeit (s) |
| ----- | -------------- | -------------------------------------------------------- | -------- |
| 1     | BR Deutschland | Stefan Schütz Andreas Maul Peter Klein Andreas Zügel     | 39,86    |
| 2     | Kenia          | Joseph Magut Kennedy Ondiek Tapter Keter Simon Kipkemboi | 40,84    |